# Assemblea nazionale (Botswana)
L'Assemblea nazionale (in tswana Khudutlhamaga ya Botswana, in inglese National Assembly of Botswana) è il parlamento monocamerale del Botswana fondato nel 1966 a seguito dell'indipendenza.

## Sistema di voto
L'Assemblea nazionale è composta da 69 membri. 61 di questi vengono eletti direttamente dal popolo a suffragio universale, altri 6 vengono nominati dall'Assemblea stessa (su proposta del Governo) e i due rimanenti, che sono il Presidente della Repubblica ed il Presidente dell’Assemblea, sono ex-officio.